# Mathilde de Habsbourg-Toscane
Mathilde de Habsbourg-Toscane, née à Ischl, Autriche-Hongrie, le 9 août 1906 et morte à Salzbourg, Autriche, le 18 octobre 1991, est une archiduchesse d'Autriche et princesse de Toscane.

## Biographie

### Famille

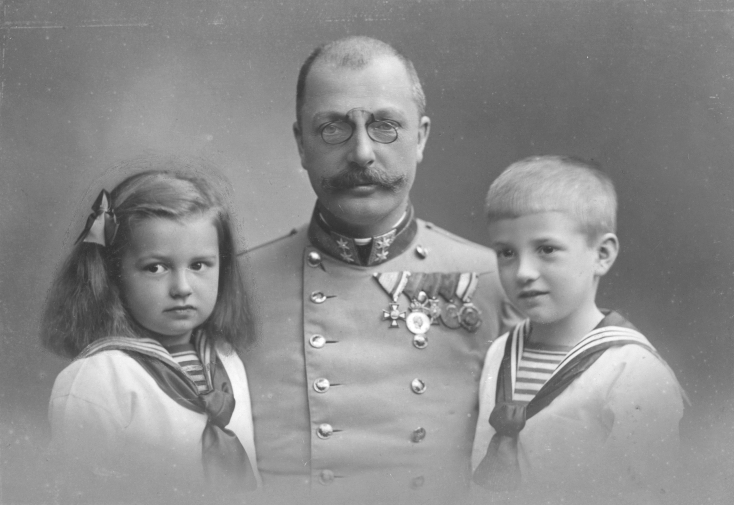
Mathilde, son père et son frère Clément-Salvator vers 1910.

Cinquième fille et neuvième des dix enfants de l'archiduc François-Salvator de Habsbourg-Toscane (1866-1939) et de sa première épouse l'archiduchesse Marie-Valérie d'Autriche (1868-1924), Mathilde de Habsbourg-Toscane naît à Ischl, le 9 août 1906. Elle est la filleule de sa grand-tante maternelle la comtesse de Trani Mathilde en Bavière. Par sa mère, elle est la petite-fille de François-Joseph Ier, empereur d'Autriche et roi de Hongrie et de son épouse, Élisabeth de Wittelsbach, connue sous le nom de « Sissi ».

### Mariage
Mathilde épouse civilement à Hall en Tyrol le 9 avril 1947, et religieusement au même lieu, le lendemain, Ernest Hefel (de), né à Schruns, Vorarlberg, le 25 novembre 1888 et mort à Salzbourg le 21 mars 1974, fils de Ferdinand Hefel, docteur en médecine et de Elisabeth Amann. 
Le marié est veuf de Marthe Schnürer (1888-1945), dont il a une fille Annemarie Hefel (1916-1991), ethnologue. Ernest Hefel, docteur en droit et ès lettres, devient, en avril 1945, sous-secrétaire d'État au ministère de l'éducation d'Autriche dans le cabinet Renner, premier gouvernement après la Seconde Guerre mondiale . 
Le couple qui n'a pas d'enfants réside, de 1949 à 1954, à Rome où Ernest Hefel est nommé président de l'Institut culturel autrichien de Rome, puis Mathilde et lui s'installent à Salzbourg. 

### Mort
Veuve depuis 1974, Mathilde de Habsbourg-Toscane, dernière survivante de sa fratrie de dix enfants, meurt à Salzbourg, le 18 octobre 1991, à l'âge de 85 ans. Elle est inhumée auprès de son mari, au cloître de Nonnberg-Salzburg.

## Honneur
Mathilde de Habsbourg-Toscane est :
- Dame noble de l'ordre de la Croix étoilée, Autriche-Hongrie.